# ديفيد دويل
ديفيد دويل (بالإنجليزية: David Doyle)‏ (8 أغسطس 1965 بدبلن في جمهورية أيرلندا - ) هو لاعب كرة قدم أيرلندي في مركز الهجوم. لعب مع كنساس سيتي كومتس ‏ وSt. Louis Ambush (1992–2000) ‏ وويتشاتا وينغز ‏ وDallas Sidekicks (1984–2004) ‏.

## وصلات خارجية
- ديفيد دويل على موقع قاعدة بيانات كرة القدم.إي يو (الإنجليزية)